# Палацо Мадама и Крепост на Ахая
Палацо Мадама и Крепост на Ахая (на италиански: Palazzo Madama e Casaforte degli Acaja) е архитектурно-исторически комплекс, разположен на централния площад „Кастело“ в северноиталианския град Торино. Той е включен в Списъка за световното културно и природно наследство на ЮНЕСКО като част от Савойските кралски резиденции в Пиемонт. Сградата днес е седалище на Градския музей на древното изкуство (Museo Civico d’Arte Antica), в който се съхранява голяма колекция от скулптури и произведения на изкуството от различни векове, както и една от най-важните порцеланови колекции в света.
В комплекса се преплитат 2000 години торинска история: в началото е древна източна порта на римската колония Юлия Августа Тавринорум, след това е отбранителна крепост и впоследствие е истински замък, символ на Савойската династия поне до XVI век, когато за седалище на Савойския херцог е предпочетен настоящият Кралски дворец в Торино.
Името „Мадама“ (Палацо Мадама) датира от около 1620 – 1663 г., когато е обитавана от Мария Кристина Бурбон-Френска, наречена „Първата кралска мадам“. В периода 1666 – 1724 г. тук живее Мария Йоанна Батиста Савойска-Немур, наречена „Втората кралска мадам“. Именно за нея придворният архитект Филипо Ювара проектира настоящата фасада през 1716 – 1718 г. Фасадата и монументалното стълбище са сред най-забележителните постижения на европейската барокова архитектура.

## История

### I век от н.е. – края на XIII век
Комплексът е разположен в сърцето на Торино, в древния каструм Римски четириъгълник (Quadrilaterato Romano).
В епохата на древната римска колония Юлия Августа Тавринорум тук е била Порта Претòрия (а според други историци – Порта Декумàна), от която се е стигало до Декуманус Максимус (днешната торинска улица „Гарибалди“), влизайки от изток. През I век от н. е. това е пътят към града откъм страната на река По, който поради стратегическото си положение е внимателно защитен. За портата липсват писмени сведения от V век (падането на Западната Римска империя) до X век. Извършените разкопки потвърждават хипотезата за упадъка на конструкциите и сградите на караулната. В края на XI век контролът и фискалните функции на портата са възобновени и извън стените се строят казарми.
През 1225 – 1260 г. римската порта претърпява първата си радикална трансформация и от врата се превръща в защита на града. Римските арки са затворени и е построено укрепление близо до кулите. Новият път към провинцията, отворен в древните стени до южната кула, е наречен Порта Фибелòна. Това е единствената средновековна порта в Торино, оцеляла след разширяването на града: нейната кръгла арка имитира римския модел.
Има свидетелства за отбранителна структура – каструм, вграден в римската порта през 1290 – 1299 г. Първите документи за структурата са още от 1280 г., когато там е подписан договорът между маркграфа на Монферат Вилхелм VII и господаря на Пиемонт Томас III Савойски, който предвижда преотстъпването на Торино от Алерамичите на Савоя.

### XIV век
Впоследствие укреплението преминава в ръцете на Савоя-Ахая – кадетски клон на Савойската династия. През първата половина на XIV век неговите представители го разширяват до замък. Това става по естествен династичен път от Томас III Савойски – господар на Пиемонт към Филип I Савойски-Ахая – господар на Пиемонт и княз на Ахая. Оттогава Филип I упражнява ефективна власт над Торино, превръщайки укреплението в свой военен и дипломатически център.
В документи от края на XIII век, в които се споменава castrum porta Fibellone, властта на сеньора се идентифицира с каструма, въпреки че той се намира в края на града към улица „По“.
Преминаването през Торино на различни короновани особи се свързва с поклоническия път Вия Франчиджена, предпочитана през този период от идващите в Италия от Югоизточна Франция. На 11 юли 1301 г. там отсяда френският крал Шарл IV. През 1333 г. е ред на Ян Люксембургски. Обикновено само кралят отсяда в неголямата сграда, а благородниците – в Епископския дворец (днес Кралски дворец).
През 1338 – 1348 г. Лудвиг Савойски-Ахая започва реконструкция на замъка. Той придобива квадратна форма с вътрешен двор и портик, с четири цилиндрични ъглови кули, които днес са все още частично разпознаваеми от три страни. Преправени са таваните на княжеската зала и на голямата зала, облицовани са повторно двете римски кули, отворени са нови прозорци и врати в стаите на братята и дъщеря му. През 1346 г. е построена стая над кухнята от южната страна на замъка, която е използвана като резиденция на викария и е оборудвана с печка.
Най-важните възстановителни работи са извършени през 1348 г. по случай сватбата между Галеацо II Висконти и Бианка Савойска. През 1350 – 1367 г. се прави реконструкция на тавана на лоджията пред княжеската стая, изградена е стая над кухнята, използвана като резиденция на викария, а дворът е павиран с камък вместо с теракота.
През 1378 – 1383 г. при Амадей Савойски-Ахая има непрестанни промени в оформлението на стаите. През 1384 г. замъкът е обновен по повод големия турнир на 1 май, на който се потвърждава лоялността на Ахейските князе към новия Савойски граф Амадей VII Савойски – почетен гост на събитието.
В края на XIV век сградата има две порти – Порта Фибелона и Порта дела Пустерла, на север към Епископския дворец (днешен Кралски дворец). Кулите са затвори, а на приземния етаж около двора с портик са кухнята, банкетната зала и долната зала. Има две мелници и голяма зеленчукова градина. На горния етаж са спалните и Залата „de Bon Droyt“. Там работят важни архитекти и художници като Яков от Берн, Хугонет де Алтесано, Андреа де Таурино и Одонино Мелиадо.

### XV век
Ахейските князе желаят модерна резиденция, по модела на благородническите резиденции в Северна Италия. Новите нужди налагат да се жертват някои пространства, за да се създадат жилищни помещения. Първата фаза на работите е през 1402 – 1415 г.: изграждат се нови стопански пристройки, нов подвижен мост, ложа и параклис, удължават се стените и се боядисват помещенията на приземния етаж. През 1405 г. в градината работят работници. Изграждат се напоителен акведукт и отводнителен канал, засаждат се лозя и други култури. Доближаването до северноиталианските резиденции е видно в наличието на соколар, майстор часовникар, училищни чинове и клетка за папагали.
През 1415 г. са изградени две нови кули на замъка – югоизточна и североизточна, както и витата стълба, свързваща различните етажи – дело на Джакобино от Сантия. През септември 1418 г. папа Мартин V посещава замъка и в него отново са извършени ремонтни дейности.
Със смъртта на Лудвиг Савойски-Ахая през 1418 г. клонът Савоя-Ахая се прекъсва и замъкът става резиденция за гостите на Савойската династия. През 1419 г. той достига максималното си развитие: повече от 10 негови помещения са сервизни (кухня, изба, винарска изба, фурна, портиерна на приземния етаж, гардеробни на различните етажи), 4 са тези за резиденция и офис на ковчежника, майордома и секретарите; 4 са големите приемни или стаите за общо ползване; около 10 са спалните или жилищните стаи, вкл. зимната спалня на синьора, известна като „Стаята с кожата“. Освен това има и две други ложи, освен тази на секретарите, параклис, стая на аптекаря и пространства, използвани за склад или за прислугата.
Граф Амадей VIII Савойски пребивава само частично в замъка на Торино. В периода 1427 – 1431 г. са направени нови седалки за ложата, ремонтирани са таваните на Зала „de Bon Droyt“ и на витата стълба, изграден е шкаф за сирена, а площадът на замъка е ограден, за да се предотврати достъпът на животни. През 1431 г. наследникът му Лудвиг I установява, че Предпланинският съвет трябва да има постоянно местопребиваване в замъка на Торино, където и самият той отсяда, но не за постоянно. До 1439 г. са ремонтирани изгнилият мост, прозорците на замъка и няколко етажа, сложени са нови прозорци в стаята на принцесата и в днешната Ахейска зала. През 1449 г. замъкът е посетен от бъдещия херцог Амадей IX Савойски.
В периода 1466 – 1478 г., по време на регентството на Йоланда Френска, в замъка се провеждат важни тържества: бал с маски през август 1474 г. по повод избора на новия ректор на града; през септември – банкет в чест на Бернарда дьо Брос, съпруга на маркграф Вилхелм VIII Монфератски, с изложба на сребърна посуда и театрални интермедии; през 1475 г. – сватбата на дъщерята на херцог Амадей IX Анна с Федерико I Неаполитански, който идва с около 500 души и 372 коня. Декорациите са поверени на известни художници като Никола Робер от Пиемонт.
През 1494 г. Бианка Монфератска – вдовица на херцог Карл I Савойски и регентка на сина им временно се мести в замъка, за да посрещне на 4 септември в апартамента си френския крал Шарл VIII, призован от Лудовико Сфорца в опозиция на Алфонсо II Неаполитански за наследството на Миланското херцогство. Мястото е избрано за постоянно местожителство от Бианка. Когато Шарл VIII пристига в Торино, тя отстъпва апартаментите си на краля, оттегляйки се в залите на Епископския дворец. През 1497 г., с цел осъществяване на връзката с бъдещия Кралски дворец, двете сгради са свързани чрез галерия.
През 1498 г. замъкът възвръща престижа си след години на пренебрежение, като заслугата за това се дължи на Йоланда Френска: след години на оголване откъм мебели в инвентарна книга от края на века се говори за „гардероб“ с всякакви видове фини тъкани, стенни тъкани и гоблени, идващи от известните фабрики на Арас или по-вероятно – от Турне и Брюксел, днес не съществуващи.

### XVI век
В периода 1530 – 1535 г. е налице серия от строителни интервенции като поставяне на входа по оста на замъка и двора, прекрояване на дебелите стени на римската порта, като така нивото на двора е повдигнато с поне 80 см. В същото време в центъра му е построен кладенец за вода. През XVI век витата стълба не се ползва.
С френското владичество през 1537 г. замъкът запада за около 20 г. Французите демонтират заобикалящата го защитна система с изключение на кулите на Лудвиг Савойски-Ахая.
Палацо Мадама е обитаван за кратко от херцог Емануил Филиберт Савойски, който първоначално иска да го превърне в херцогска резиденция след преместването на столицата от Шамбери в Торино през 1563 г. Считайки обаче бъдещия Кралски дворец за по-подходящ, той възстановява старата функция на Палацо Мадама като сграда за гости. На 9 март 1567 г. салонът на замъка е обновен за кръщенето на сина му.
От 1578 г. насетне, по повод важни сватби или тържества, в Палацо Мадама е излагана Светата плащаница. Въпреки че все още има облика на крепост, тази му функция запада след издигането на Торинската цитадела. Той е интегриран в градския комплекс и се ползва като постоянно жилище за членовете на Савойския дом. Управляващият херцог се мести в новия Херцогски дворец, построен от Емануил Филиберт като подходящо място за него и съпругата му – кралската принцеса на Франция Маргарита Валоа. Палатът е и място на представления и спектакли по повод големи събития като сватбени тържества като това на херцог Карл Емануил I Савойски през 1585 г., когато е поставена пасторалната драма Il pastor fido на Джовани Батиста Гуарини.
На 12 май 1587 г. са модернизирани апартаментите на замъка за приема на принцове и посланици по повод кръщението на първите две деца на Карл Емануил I – 2-годишният Филип Емануил и новороденият Виктор Емануил. Честванията се провеждат в голямата зала на крепостта, а на площада има рицарски турнир.

### XVII век
През 1605 – 1607 г. художникът от Марке Федерико Дзукари и неговите сътрудници декорират галерията на Карл Емануил I, свързваща замъка с Херцогския дворец.
По повод на сватбите на инфанта Маргарита Савойска с Франческо IV Гонзага и на инфанта Изабела Савойска с Алфонсо III д’Есте замъкът е реновиран и богато декориран. През 1610 г. се извършват и доста ремонтни дейности заради престоя на Маргарита и Франческо Гонзага, минаващи през Торино.
През 1611 г. за представянето на водния спектакъл „Покоряването на остров Кипър“ голямата зала на замъка се пълни с вода благодарение на сложна система от канали и се превръща в обичайна сценографска система за този тип представления.
По повод сватбата на Мария Кристина Бурбон-Френска с Виктор Амадей I Савойски през 1620 г. пред замъка е организиран рицарски турнир. На 10 февруари 1628 г., на рождения ден на херцогинята, в Залата на замъка е поставена живописна машина: на рисунка заден план се виждат седем провинции, подредени под облицования таван, а Кралската мадам е поканена от Щастието да се качи на лодка, символизираща щастието, където я очаква разкошен банкет.
През 1638 г. Мария Кристина – регентка след смъртта на съпруга си – избира замъка за своя постоянна представителна резиденция. Ключовият елемент на работите по нейна воля е покриването на стария открит средновековен двор. Това е осъществено от арх. Карло ди Кастеламонте през 1638 – 1640 г. Дворът става вътрешна зала на замъка – Залата на сводовете, а вътрешните апартаменти са модернизирани. По-късно регентката планира пренареждането и декорацията на стаите на своя апартамент с гледка към Пиаца Кастело. Така големият балкон на фасадата се превръща в място за празненства и публични дворцови церемонии. В средата на века в построения за регентката апартамент изпъква малко и ценно пространство, получено във вътрешността на римската северозападна кула – Овалният кабинет.
През XVII век площадът на замъка е център на политическата власт. Тук се организират пищни церемонии: сватбите на Хенриета Аделхайд Савойска с Фердинанд Мария Баварски през 1650 г., на Маргарета Виоланта Савойска с херцога на Парма и Пиаченца Ранучо II Фарнезе през 1660 г., а през 1684 г. е изложена Торинската плащаница по повод сватбата на Виктор Амадей II Савойски с Анна-Мария Орлеанска.
През 1668 г. дворецът става резиденция на друга важна представителка на Савойската династия – Мария Йоанна Батиста Савойска-Немур, регентка на херцог Виктор Амадей II Савойски, която е отговорна за сегашния облик и за част от името на самия дворец. Тя започва обширна модернизация, за да адаптира сградата към вкуса на времето и да засили представителните ѝ функции в съревнование с преустройството на Херцогския дворец. Следите от древния средновековен замък са заличени или прикрити: така например все още съществуващият през 1686 г. древен подвижен мост от западната страна е премахнат. За реконструкцията са наети архитектите Карло и Амедео ди Кастеламонте и художникът Гулиелмо Кача. Архитект Филипо Ювара проектира великолепен бароков дворец от бял камък. Проектът обаче не е завършен (което е често срещано в историята на савойските дворци) и след завършването на ризалита през 1721 г. не са извършени други работи. Все пак този сценографски вход е достатъчен, за да даде представа за грандиозния му проект: над облицован етаж се издига нависоко корпус с големи прозорци, маркиран от колони и композитни пиластри. Колоните и пиластрите поддържат изваян антаблеман, увенчан с елегантна балюстрада, украсена с вази и статуи от бял мрамор. Интериорът от друга страна контрастира с почти аркадната си лекота, породена от светлината, проникваща от прозорците от три страни. Той има четири централни колони, поддържащи свода на монументалното стълбище, което води към горния етаж. Големите прозорци, освен че придават голяма осветеност на входното стълбище, позволяват на хората пред сградата да участват визуално в големите барокови празненства.
През 1688 – 1689 г. Бартоломео Гуидобоно заедно с други художници работи по първоначалната украса на апартамента на херцогинята.

### XVIII век
През 1708 г. е направена нова украса на апартамента на Мария Йоанна Батиста – дело на Доменико Гуидобоно. Той създава великолепните орнаменти, които все още красят сводовете на резиденцията, започвайки със Стаята на херцогинята. През 1714 г. творецът работи по Залата на пажовете пехотинци (днешна Зала Гуидобоно). В декорациите на Кабинета, гледащ към Новото стълбище (днешен Китайски кабинет) и на Огледалната стая към площад Кастело (днешна Южна веранда) той се адаптира към новия вкус, привнесен в Торино от първия придворен архитект Филипо Ювара.
Между 1713 и 1714 г., когато още не са издигнати фасадата и стълбището на Ювара, салонът на двореца, създаден през 40-те г. на XVII век от двора на замъка, е увеличен в голямо четириъгълно пространство с директен излаз към площада. Дорийски ордер с големи пропорции – изискана интерпретация на най-чистата академия, организира по двойки първия регистър от канелирани пиластри, носещи антаблемана. Антаблеманът е декориран с метопи, които са украсени с щитове, трофеи и плочи, увенчани със Савойския кръст. Над издатината на корниза на таванския етаж се намират 12 двойки статуи, олицетворяващи провинциите на Савойската държава – дело на скулпторите Карло Тантартини и Джовани Барата. Осемте врати, които позволяват директен достъп от залата до останалите зали на двореца, имат гипсови медальони с херувими в алегоричен облик с качествата на управлението на суверена, дело на Барата. Въпреки че залата е централната опора, около която се завърта новият апартамент на Мария Жана Батиста, е изключено каквото и да е позоваване на образа ѝ. Вместо това се възхвалява алегорията на суверенната власт, която е от решаващо значение за Договора от Утрехт (1713 г.), даващ титлата на крал на Сицилия на Савойския херцог. Залата по този начин отпразнува придобитото кралско достойнство на Виктор Амадей II.
Бароковата маска не скрива древния средновековен замък, но му придава значимост и официалност като символ на властта. След смъртта на последната Кралска мадам, която се влюбва в сградата, тя претърпява сериозни промени поради различните употреби, направени с нея – от полицейски участък до седалището на временното френско правителство в Наполеоновите кампании.

### XIX век
Завръщането на Савоя в Торино и Пиемонт придава нов живот на двореца: седалище на Военното командване, мястото се използва за астрономическа обсерватория от 1822 г. и през голяма част от века на върха на сградата има любопитен малък купол за научни наблюдения, впоследствие преместен по хълмовете. Астрономическата обсерватория на върха на двете римски кули остава там до разрушаването на купола ѝ през 1920 г.
През 1832 г. Карл Алберт превръща първия етаж на сградата в седалище на Кралската галерия (днешен Градски музей на древното изкуство). Тя остава там до 1865 г.
През 1848 г. големият салон на първия етаж става аула на Субалпийския сенат. Арх. Ернесто Мелано преобразува пространството в голяма зала, съставена от седалки и трибуни – подредба, предвидена като временна, която не компрометира първоначалната декорация на залата. Над големия монументален орден са изрисувани декорации, изобразяващи подвизите на Савойската династия през вековете. Сенатът е открит на 8 май, докато кралят воюва срещу Австрия; последната сесия е на 9 декември 1864 г. Залата, все още непокътната до 1927 г., е разрушена след вътрешни работи по сградата.
През 1863 г. в сградата се ражда Градският музей на Торино.
През 1883 – 1885 г. започват археологическите проучвания на Алфредо д’Андраде – португалски архитект и учен, който година по-рано започва работа по проекта за изграждането на средновековно селище и крепост в парка Валентино.

### XX век
През 1928 г. със съдействието на Торинския Ротари клуб започва художественото възстановяване на трите средновековни челни фасади, премахвайки онова, което се е превърнало, поради последващо преправяне и приспособяване, в последен етаж на сградата на нивото на бойниците и над тях.
През 1934 г. в Палацо Мадама е пренесен Градският музей на древното изкуство.
На 13 август 1943 г. палатът е бомбардиран от Британските военновъздушни сили и леко пострадват фасадата и покривът му. През 1945 – 47 г. музейните колекции, спасени от въздушни нападения, са пренаредени и започва възстановяването на щетите, понесени от сградата, по-специално възстановяването на мазилката на стълбището на Филипо Ювара.
На 6 май 1949 г. в палата са изложени телата на загиналите от италианския ФК „Великият Торино“. Те са изнесени на шествие сред стеклите се 500 хил. души, събрали се да се сбогуват с един от най-силните футболни отбори за всички времена.
През 1961 г., по случай Стогодишнината от обединението на Италия, английската кралица Елизабет II и принц Филип се показват на централния балкон на Палацо Мадама, за да поздравят приветстващите ги торинци, а Тед Кенеди (брат на американския президент) е почетен гост на официалния прием в палата, на който торинският кмет му предава поздрава на града.
През 1965 г. италианският президент Джузепе Сарагат открива Автомобилния салон в Торино и избира палата, за да отговори на поздрава на жителите на града.
През 1988 г. започва дългогодишен период на реставрация, за да се извърши функционалното възстановяване на двореца и да се обнови доста западналият музей.
През 1997 – 98 г. започва реставрацията на големите остъклени прозорци и каменните части, от които е съставена фасадата на Ювара, както и работа по вътрешните декоративни елементи на атриума и стълбището. Работата е подновена през 2000 – 2001 г.

### XXI век
Към края на XX век започва интересът към историята на двореца, изкопавайки основите и откривайки следи в архитектурата на конструкциите и на по-старите му варианти. След като става седалище на Градския музей на древното изкуство през 1934 г., са извършени множество реставрационни дейности, завършени в края на 2006 г., които връщат на града важен „документ“ за неговата древна история.
От 2007 г. в музея се намират важни произведения на изкуството: древни скулптури, художествена галерия и голяма колекция от порцелан.
През 2010 г. фасадата на Ювара е подложена на внимателна реставрация, докато градините около крепостта са реорганизирани, за да приютят ботанически видове, датиращи от Средновековието. Освен това, благодарение на заем от Фондация CRT, е възстановена Субалпийската зала на сената, чието откриване се състои на 18 март 2011 г. в присъствието на Президента на Италианската република Джорджо Наполитано в контекста на честванията за 150-тата годишнина от Обединението на Италия.
През 2014 г. е одобрено прехвърлянето на собствеността върху Палацо Мадама от Италианската държава към град Торино. Процесът е завършен през 2016 г.

## Галерия
- Задната част на сградата с Крепостта на Ахая
- Останките от римската порта, на която се намира дворецът
- Внушителното стълбище, проектирано от Филипо Ювара
- Зала в Палацо Мадама
- Таван на Залата на 4-те сезона
- Още една украсена стая в двореца
- Таван на Сенаторската зала